# Microhoria nectarina
Microhoria nectarina là một loài bọ cánh cứng trong họ Anthicidae. Loài này được Panzer miêu tả khoa học năm 1794.